# 德爾夫特 (明尼蘇達州)
德爾夫特（英語：Delft）是位於美國明尼蘇達州卡頓伍德縣卡森鎮區的一個行政鎮區。

## 歷史
1892年有鐵路公司於此處設站，其後1902年正式註冊成立。此地得名自荷蘭同名城市代尔夫特。

## 地方資料
德爾夫特的面積為5.00平方千米，當中陸地面積為5.00平方千米，而水域面積為5.00平方千米。根據2020年美國人口普查的數據，當地共有人口500人，而人口密度為每平方千米100人。